# مارشا كوكس
مارشا كوكس (بالإنجليزية: Marsha Marescia) هي لاعب هوكي الحقل جنوب أفريقية، ولدت في 13 يناير 1983.

## وصلات خارجية
- مارشا كوكس على موقع الاتحاد الدولي للهوكي (الإنجليزية)
- مارشا كوكس على موقع أوليمبيديا (الإنجليزية)
- مارشا كوكس على موقع اتحاد ألعاب الكومنولث (مؤرشف) (الإنجليزية)
- مارشا كوكس على موقع دورة ألعاب الكومنولث 2006 (مؤرشف) (الإنجليزية)